# سبنسر برسيفال
سبنسر برسيفال (بالإنجليزية: Spencer Perceval)‏ (1 نوفمبر 1762 - 11 مايو 1812)، كان رجل دولة بريطاني من حزب المحافظين شغل منصب رئيس وزراء المملكة المتحدة منذ أكتوبر 1809 حتى اغتياله في مايو من العام 1812. بيرسيفال هو رئيس الوزراء البريطاني الوحيد الذي اغتيل، ويظل حتى اليوم النائب العام الوحيد أو المدعي العام الوحيد الذي أصبح رئيسًا للوزراء.
تلقى بيرسيفال، وهو الابن الأصغر لإيرل إنجليزي - إيرلندي، تعليمه في مدرسة هارو وكلية ترينيتي في كامبريدج. درس القانون في لنكولن إن، وعمل محاميًا في دائرة ميدلاند، وفي عام 1796 أصبح مستشارًا للملك. دخل السياسة في سن الثالثة والثلاثين عضوًا في البرلمان عن نورثامبتون. كان بيرسيفال، أحد أتباع ويليام بيت الأصغر، يصف نفسه دائمًا بأنه «صديق السيد بيت»، بدل أن يعرف عن نفسه عضوًا في حزب المحافظين. عارض برسيفال التحرر الكاثوليكي وإصلاح البرلمان. أيد الحرب ضد نابليون وإلغاء تجارة الرقيق عبر المحيط الأطلسي. كان من معارضي الصيد والقمار والزنا. لم يشرب مثل معظم النواب في ذلك الوقت، وقدم بسخاء للأعمال الخيرية، واستمتع بقضاء وقته مع أطفاله الثلاثة عشر.
بعد دخوله السياسة في وقت متأخر، كان صعوده إلى السلطة سريعًا. عين محاميًا عامًا ونائبًا عامًا على التوالي، في ظل حكومة أدينغتون، ثم وزير الخزانة ورئيس مجلس العموم في ظل حكومة بورتلاند، وأصبح رئيسًا للوزراء في عام 1809. واجه برسيفال وهو على رأس حكومة ضعيفة عددًا من الأزمات، بما في ذلك التحقيق في حملة والتشيرن وجنون الملك جورج الثالث والكساد الاقتصادي وأعمال الشغب في لوديت. تغلب على هذه الأزمات وتابع حرب شبه الجزيرة في مواجهة الانهزامية المعارضة بنجاح، وفاز بدعم الأمير الذي قام مقام الملك في أثناء مرضه. أصبح بموقف أقوى بحلول أوائل عام 1812، عندما اغتيل في ردهة مجلس العموم على يد تاجر شكوى ضد حكومته.
كان لدى برسيفال أربعة إخوة يكبرونه سنًا الذين لم يعيشوا إلا حتى سن الرشد. مع انقضاء سلالة الذكور، انتقل الورثة إلى أحد أحفاده في أوائل القرن العشرين لتنتهي سلالته في عام 2011.

## البدايات والتعليم
ولد برسيفال في أودلي سكوير، مايفير، وهو الابن السابع لجون بيرسيفال، إيرل إيغمونت الثاني، وابنه الثاني من زواجه الثاني. كانت والدته، البارونة كاثرين كومبتون، حفيدة إيرل نورثهامبتون الرابع. كان سبنسر لقب عائلة كومبتون، وكان عم كاثرين كومبتون، سبنسر كومبتون، إيرل ويلمنجتون الأول، رئيسًا للوزراء.
عمل والده، المستشار السياسي لأمير ويلز فريدريك وللملك جورج الثالث، لفترة وجيزة في مجلس الوزراء بصفته اللورد الأول للأميرالية. قضى برسيفال بدايات طفولته في تشارلتون هاوس، الذي اشتراه والده بالقرب من وولويتش دوكيارد.
توفي والد برسيفال عندما كان في الثامنة من عمره. ارتاد سبنسر مدرسة هارو، حيث كان تلميذًا منضبطًا ويعمل بجد. طور اهتمامه بالإنجيلية  في هارو، وكون صداقة استمرت مدى الحياة مع دودلي رايدر. بعد خمس سنوات في هارو، التحق بشقيقه الأكبر تشارلز في كلية ترينيتي، كامبريدج، لينال هناك جائزة التكريم باللغة الإنجليزية ويتخرج عام 1782.

## روابط خارجية
- سبنسر برسيفال على موقع الموسوعة البريطانية (الإنجليزية)
- سبنسر برسيفال على موقع إن إن دي بي (الإنجليزية)